# بيج (أريزونا)
بيج (بالإنجليزية: Page, Arizona)‏ هي مدينة تقع في مقاطعة كوكونينو، أريزونا بولاية أريزونا في الولايات المتحدة. تبلغ مساحتها 43 (كم²)، وترتفع عن سطح البحر 1255 م، بلغ عدد سكانها 7247 نسمة في عام 2010 حسب إحصاء مكتب تعداد الولايات المتحدة .

## التركيبة السكانية
حدّد مكتب تعداد الولايات المتحدة بيانات التركيبة السكانية لبيج في تعداد الولايات المتحدة. في ما يلي، التركيبة السكانية حسب تعدادي 2000 و2010.

### تعداد عام 2000
بلغ عدد سكان بيج 6,809 نسمة بحسب تعداد عام 2000، وبلغ عدد الأسر 2,342 أسرة وعدد العائلات 1,779 عائلة مقيمة في المدينة. في حين سجلت الكثافة السكانية 68.6 نسمة لكل كيلومتر مربع (177.7/ميل2). وبلغ عدد الوحدات السكنية 2,606 وحدة بمتوسط كثافة قدره 26.3 لكل كيلومتر مربع (68.1/ميل2).
وتوزع التركيب العرقي للمدينة بنسبة 67.32% من البيض و0.40% من الأمريكيين الأفارقة و26.69% من الأمريكيين الأصليين و0.68% من الأمريكيين ذوي الأصول الآسيوية و0.19% من سكان جزر المحيط الهادئ و1.62% من الأعراق الأخرى و3.11% من عرقين مختلطين أو أكثر و4.70% من الهسبانيون أو اللاتينيون من أي عرق.
بلغ عدد الأسر 2,342 أسرة كانت نسبة 44.4% منها لديها أطفال تحت سن الثامنة عشر تعيش معهم، وبلغت نسبة الأزواج القاطنين مع بعضهم البعض 59.8% من أصل المجموع الكلي للأسر، ونسبة 10.5% من الأسر كان لديها معيلات من الإناث دون وجود شريك، بينما كانت نسبة 5.6% من الأسر لديها معيلون من الذكور دون وجود شريكة وكانت نسبة 24% من غير العائلات. تألفت نسبة 19% من أصل جميع الأسر من عدة أفراد يعيشون في نفس المنزل ونسبة 5.1% كانت تتألف من شخص يعيش بمفرده يبلغ من العمر 65 عاماً أو أكثر. وبلغ متوسط حجم الأسرة المعيشية 2.90، أما متوسط حجم العائلات فبلغ 3.33.
بلغ العمر الوسطي للسكان 32.4 عاماً. وكانت نسبة 32% من القاطنين تحت سن الثامنة عشر، وكانت نسبة 9.5% بين الثامنة عشر والرابعة والعشرين عاماً، ونسبة 27.4% كانت واقعةً في الفئة العمرية ما بين الخامسة والعشرين والرابعة والأربعين عاماً، ونسبة 24.6% كانت ما بين الخامسة والأربعين والرابعة والستين، ونسبة 6.3% كانت ضمن فئة الخامسة والستين عاماً فما فوق. يوجد لكل 100 أنثى 100.8 ذكر، ويوجد لكل 100 أنثى في الثامنة عشر من عمرها فما فوق 98.4 ذكر.
بلغ متوسط دخل الأسرة في المدينة 46,935 دولارًا، أما متوسط دخل العائلة فبلغ 54,323 دولارًا. وكان متوسط دخل الذكور 42,040 دولارًا مقابل 24,744 دولارًا للإناث. وسجل دخل الفرد الخاص بالمدينة 18,691 دولارًا. وكانت نسبة 12.8% من العائلات ونسبة 13.9% من السكان تحت خط الفقر، وكان من هؤلاء نسبة 19.7% تحت سن الثامنة عشر ونسبة 1.3% في الخامسة والستين من العمر وما فوق.

### تعداد عام 2010
بلغ عدد سكان بيج 7,247 نسمة بحسب تعداد عام 2010، وبلغ عدد الأسر 2,518 أسرة وعدد العائلات 1,822 عائلة مقيمة في المدينة. في حين سجلت الكثافة السكانية 73 نسمة لكل كيلومتر مربع (189.1/ميل2). وبلغ عدد الوحدات السكنية 2,787 وحدة بمتوسط كثافة قدره 28.1 لكل كيلومتر مربع (72.8/ميل2).
وتوزع التركيب العرقي للمدينة بنسبة 57.58% من البيض و0.33% من الأمريكيين الأفارقة و34.04% من الأمريكيين الأصليين و0.92% من الأمريكيين ذوي الأصول الآسيوية و0.03% من سكان جزر المحيط الهادئ و2.07% من الأعراق الأخرى و5.02% من عرقين مختلطين أو أكثر و7.26% من الهسبانيون أو اللاتينيون من أي عرق.
بلغ عدد الأسر 2,518 أسرة كانت نسبة 40.6% منها لديها أطفال تحت سن الثامنة عشر تعيش معهم، وبلغت نسبة الأزواج القاطنين مع بعضهم البعض 51.9% من أصل المجموع الكلي للأسر، ونسبة 12.9% من الأسر كان لديها معيلات من الإناث دون وجود شريك، بينما كانت نسبة 7.5% من الأسر لديها معيلون من الذكور دون وجود شريكة وكانت نسبة 27.6% من غير العائلات. تألفت نسبة 20.7% من أصل جميع الأسر من عدة أفراد يعيشون في نفس المنزل ونسبة 7.7% كانت تتألف من شخص يعيش بمفرده يبلغ من العمر 65 عاماً أو أكثر. وبلغ متوسط حجم الأسرة المعيشية 2.87، أما متوسط حجم العائلات فبلغ 3.32.
بلغ العمر الوسطي للسكان 32.5 عاماً. وكانت نسبة 29.6% من القاطنين تحت سن الثامنة عشر، وكانت نسبة 9.1% بين الثامنة عشر والرابعة والعشرين عاماً، ونسبة 26.2% كانت واقعةً في الفئة العمرية ما بين الخامسة والعشرين والرابعة والأربعين عاماً، ونسبة 26% كانت ما بين الخامسة والأربعين والرابعة والستين، ونسبة 9% كانت ضمن فئة الخامسة والستين عاماً فما فوق. وتوزع التركيب الجنسي للسكان بنسبة 50.4% ذكور و49.6% إناث.

## المناخ
يظهر الجدول التالي التغييرات المناخية على مدار السنة لبيج:
| البيانات المناخية لـبيج             | البيانات المناخية لـبيج | البيانات المناخية لـبيج | البيانات المناخية لـبيج | البيانات المناخية لـبيج | البيانات المناخية لـبيج | البيانات المناخية لـبيج | البيانات المناخية لـبيج | البيانات المناخية لـبيج | البيانات المناخية لـبيج | البيانات المناخية لـبيج | البيانات المناخية لـبيج | البيانات المناخية لـبيج | البيانات المناخية لـبيج |
| الشهر                               | يناير                   | فبراير                  | مارس                    | أبريل                   | مايو                    | يونيو                   | يوليو                   | أغسطس                   | سبتمبر                  | أكتوبر                  | نوفمبر                  | ديسمبر                  | المعدل السنوي           |
| ----------------------------------- | ----------------------- | ----------------------- | ----------------------- | ----------------------- | ----------------------- | ----------------------- | ----------------------- | ----------------------- | ----------------------- | ----------------------- | ----------------------- | ----------------------- | ----------------------- |
| الدرجة القصوى °ف (°م)               | 64 (18)                 | 72 (22)                 | 82 (28)                 | 91 (33)                 | 102 (39)                | 107 (42)                | 109 (43)                | 106 (41)                | 100 (38)                | 93 (34)                 | 77 (25)                 | 66 (19)                 | 109 (43)                |
| متوسط درجة الحرارة الكبرى °ف (°م)   | 43.1 (6.2)              | 50.3 (10.2)             | 59.5 (15.3)             | 68.5 (20.3)             | 78.5 (25.8)             | 90.2 (32.3)             | 95.1 (35.1)             | 92.0 (33.3)             | 83.5 (28.6)             | 69.7 (20.9)             | 53.8 (12.1)             | 43.7 (6.5)              | 69.0 (20.6)             |
| متوسط درجة الحرارة الصغرى °ف (°م)   | 26.3 (−3.2)             | 30.4 (−0.9)             | 37.0 (2.8)              | 43.6 (6.4)              | 52.6 (11.4)             | 62.3 (16.8)             | 68.3 (20.2)             | 66.4 (19.1)             | 58.4 (14.7)             | 46.6 (8.1)              | 34.7 (1.5)              | 27.1 (−2.7)             | 46.1 (7.8)              |
| أدنى درجة حرارة °ف (°م)             | −11 (−24)               | 6 (−14)                 | 18 (−8)                 | 25 (−4)                 | 31 (−1)                 | 44 (7)                  | 56 (13)                 | 46 (8)                  | 40 (4)                  | 24 (−4)                 | 16 (−9)                 | 1 (−17)                 | −11 (−24)               |
| الهطول إنش (مم)                     | 0.61 (15)               | 0.48 (12)               | 0.65 (17)               | 0.50 (13)               | 0.40 (10)               | 0.14 (3.6)              | 0.58 (15)               | 0.69 (18)               | 0.66 (17)               | 0.99 (25)               | 0.56 (14)               | 0.48 (12)               | 6.74 (171.6)            |
| متوسط تساقط الثلوج إنش (سم)         | 2.1 (5.3)               | 1.2 (3.0)               | 0.2 (0.51)              | 0 (0)                   | 0 (0)                   | 0 (0)                   | 0 (0)                   | 0 (0)                   | 0 (0)                   | 0 (0)                   | 0.5 (1.3)               | 1.4 (3.6)               | 5.4 (13.71)             |
| متوسط أيام هطول الأمطار (≥ 0.01 in) | 4.5                     | 4.0                     | 5.2                     | 3.5                     | 3.2                     | 1.7                     | 4.6                     | 5.2                     | 4.5                     | 4.3                     | 3.2                     | 3.9                     | 47.8                    |
| متوسط الأيام المثلجة (≥ 0.1 in)     | 0.9                     | 0.6                     | 0.3                     | 0                       | 0                       | 0                       | 0                       | 0                       | 0                       | 0                       | 0.2                     | 0.6                     | 2.6                     |
| المصدر: NOAA                        |                         |                         |                         |                         |                         |                         |                         |                         |                         |                         |                         |                         |                         |

## أعلام
- فرد كيلر